# Anyell

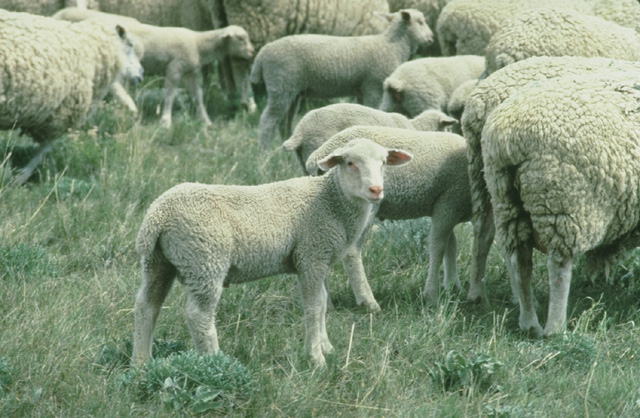
Anyell o xai

L'anyell, xai, corder, be o sacaio (en alguerès) és l'exemplar jove, de menys d'un any, de qualsevol espècie del gènere Ovis, en especial de Ovis aries, l'ovella domèstica amb un pes d'entre 5,5 i 25 kg. La carn de xai és el principal tipus de carn consumida pels humans.
Com a símbol de la mansuetud a la iconografia tradicional, els anyells sovint es feien servir en sacrificis religiosos. Per extensió el terme «Anyell de Déu» (en llatí, agnus Dei) molt sovint es refereix a Jesús en la literatura litúrgica i teològica, i l'anyell representa el Messies a les al·legories artístiques.